# Віллі Макфедьєн
Віллі Макфедьєн (англ. Willie MacFadyen, 23 червня 1904 — 20 січня 1971, Бірмінгем) — шотландський футболіст, що грав на позиції нападника. По завершенні ігрової кар'єри — тренер.
Відомий насамперед виступами за клуб «Мотервелл», у складі якого став одним з найкращих бомбардирів в історії найвищого шотландського дивізіону, а також рекордсменом за кількістю голів в одному сезоні цього змагання (52 голи в сезоні 1931/32). Грав за національну збірну Шотландії.

## Клубна кар'єра
У дорослому футболі дебютував 1921 року виступами за команду клубу «Мотервелл», в якій провів п'ятнадцять сезонів. Був одним з головних бомбардирів команди. Найуспішнішим для команди і для гравця особисто був сезон 1931/32, в якому «Мотервелл» виборов свій перший і допоки єдиний титул чемпіона Шотландії, а Макфедьєн став автором майже половини голів команди і встановив рекорд результативності за сезон для вищого дивізіону чемпіонату Шотландії (52 голи). Наступного сезону команда поступилася у боротьбі за чемпіонство «Рейнджерс», але сам Макфедьєн удруге поспіль став найкращим бомбардиром першості, забивши 45 м'ячів.
Перебуваючи на контракті з «Мотервеллом» також грав на умовах оренди за команди «Бо'несс» і «Клайд», а 1936 року перейшов до англійського «Гаддерсфілд Таун».
Завершив ігрову кар'єру у клубі «Клептон Орієнт».

## Виступи за збірну
1933 року провів два офіційні матчі у складі національної збірної Шотландії. Попри те, що у кожному з них забив по голу, надалі до лав національної команди не викликався.

## Кар'єра тренера
Під час Другої світової війни проходив службу у Королівських ВПС, а після війни повернувся до футболу, вже як тренер. 1945 року очолив тренерський штаб клубу «Данді Юнайтед». Так і не здобувши відчутних досягнень з командою, у серпні 1954 року пішов у відставку.
Згодом працював фізіотерапевтом і подологом. Помер 20 січня 1971 року на 67-му році життя у місті Бірмінгем.

## Титули і досягнення
- Чемпіон Шотландії (1):

«Мотервелл»: 1931-1932
- Найкращий бомбардир чемпіонату Шотландії (2): 1931-1932 (52 голи), 1932-1933 (45 голів)